# Liga Continental de Hockey 2022-23
La Liga Continental de Hockey 2022-23 fue la decimoquinta edición de la Liga Continental de Hockey. Estará conformada por 22 equipos que jugarán 68 partidos de fase regular. Comenzó el 1 de septiembre de 2022 y finalizó el 26 de febrero de 2023.

## Cambios en la temporada
La competición se reducirá a 22 equipos para esta temporada tras la dimisión del Dinamo Riga letón y el Jokerit finlandés, quienes renunciaron a competir desde la temporada anterior debido a la invasión rusa de Ucrania.
La fase regular fue expandida para llevar a cabo 748 partidos a lo largo de 164 días, en donde cada club juegue una cantidad récord de 68 partidos de fase de clasificación. La fase regular únicamente contó con una pausa internacional del 12 al 18 de diciembre de 2022, la cual fue precedida por el Juego de las Estrellas 2022, jugado en Cheliábinsk del 10 al 11 de diciembre.

## Formato

### Calendario
Está contemplado que cada equipo juegue 68 partidos durante la fase regular de la siguiente manera: 
- Una vez en casa contra todos los 21 rivales de la liga (21 partidos)
- Una vez de visita contra todos los 21 rivales de la liga (21 partidos)
- Una vez más en casa solo contra los 10 rivales de su conferencia (10 partidos)
- Una vez más de visita solo contra los 10 rivales de su conferencia (10 partidos).
- Tres partidos de local contra un rival escogido por la Liga (3 partidos).
- Tres partidos de visitante contra un rival escogido por la Liga (3 partidos)

### Puntuación
Cada partido consta de 3 tiempos de 20 minutos cada uno, con una pausa si el disco no está en juego. Si tras finalizar el juego ambos equipos han anotado la misma cantidad de goles, se jugará una prórroga para determinar al ganador; si esta no logra ser suficiente, el ganador se definirá por shootouts. 
Tras acabar el partido, las puntuaciones obtenidas pueden ser:
- 2 puntos al equipo ganador, sin importar si su triunfo tuvo lugar en tiempo reglamentario, prórroga a tiros directos.
- 1 punto al equipo perdedor si este fue derrotadoen prórroga o en tiros directos.
- 0 puntos al equipo perdedor si este fue derrotado en tiempo reglamentario.[4]

### Clasificación en la tabla
Luego de jugarse los partidos, los equipos se ordenan en la tabla de posiciones según la cantidad de puntos que acumulen según los criterios anteriores; estando arriba quienes más puntos obtengan y abajo quienes posean menos puntos. Los criterios de desempate en caso de igualdad de puntos son:
1. Puntos
2. Juegos ganados en tiempo reglamentario
3. Juegos ganados en prórroga
4. Juegos ganados en shootouts
5. Diferencia de goles
6. Goles a favor
7. Sorteo o desempate

Es necesario aclarar que los dos primeros lugares serán siempre los dos ganadores de cada división. Es decir, un segundo lugar de división siempre estará debajo de los dos líderes de división, incluso si tiene más puntos que alguno de los dos.

### Fase final
Los dos líderes de cada división más los seis mejores equipos de cada conferencia clasifican a los playoffs para competir por la Copa Gagarin. Los equipos se dividen según su conferencia y se enfrentan a eliminación directa a razón de 1.° vs 8.°, 2.° vs 7.°, 3.° vs 6.° y 4.° vs 5.° en cada conferencia. Todas las series son al mejor de 7 juegos, es decir, clasificará a la siguiente ronda el primero que gane cuatro partidos. 
El equipo ruso mejor clasificado (gane la Copa Gagarin o no), será coronado como Campeón de Rusia. 
El equipo que más puntos acumule en la temporada será el ganador de la Copa Continental. (no confundir con la competencia de la IIHF).

## Equipos participantes
Los 22 equipos se dividen en dos conferencias, las cuales se dividen a su vez en dos divisiones cada una, según la proximidad de las sedes de los equipos entre sí. 
Debido al abandono de dos equipos de la conferencia oeste, un equipo de la conferencia este fue reubicado: Estrella Roja.
| Conferencia Oeste | Conferencia Oeste | Conferencia Oeste       | Conferencia Oeste | Conferencia Este  | Conferencia Este  | Conferencia Este    | Conferencia Este    |
| División Bovrov   | División Bovrov   | División Tarasov        | División Tarasov  | División Jarlamov | División Jarlamov | División Chernyshev | División Chernyshev |
| Equipo            | Ciudad            | Equipo                  | Ciudad            | Equipo            | Ciudad            | Equipo              | Ciudad              |
| ----------------- | ----------------- | ----------------------- | ----------------- | ----------------- | ----------------- | ------------------- | ------------------- |
| SKA               | San Petersburgo   | CSKA                    | Moscú             | Ak Bars           | Kazán             | Admiral             | Vladivostok         |
| HC Sochi          | Sochi             | Dinamo                  | Minsk             | Avtomobilist      | Ekaterimburgo     | Amur                | Jabárovsk           |
| Spartak           | Moscú             | Dynamo                  | Moscú             | Metallurg         | Magnitogorsk      | Avangard            | Omsk                |
| Torpedo           | Nizhni Nóvgorod   | Estrella Roja de Kunlun | Pekín             | Neftejimik        | Nizhnekamsk       | Barys               | Nursultán           |
| HC Vityaz         | Podolsk           | Lokomotiv               | Yaroslavl         | Traktor           | Cheliábinsk       | Salavat Yulaev      | Ufá                 |
|                   |                   | Severstal               | Moscú             |                   |                   | Sibir               | Novosibirsk         |

## Fase regular

### Conferencia Oeste
| Pos. | Equipos                 | PJ | PG | GE | GS | PS | PE | PP | GF  | GC  | Dif. | PTS | Clasificación                        |
| ---- | ----------------------- | -- | -- | -- | -- | -- | -- | -- | --- | --- | ---- | --- | ------------------------------------ |
| 1º   | SKA San Petersburgo     | 68 | 40 | 6  | 4  | 2  | 3  | 13 | 243 | 150 | +93  | 105 | Campeones de División y Copa Gagarin |
| 2º   | CSKA Moscú              | 68 | 33 | 9  | 2  | 3  | 5  | 17 | 214 | 162 | +52  | 94  | Campeones de División y Copa Gagarin |
| 3º   | Lokomotiv Yaroslavl     | 68 | 35 | 3  | 3  | 3  | 7  | 17 | 164 | 122 | +42  | 92  | Copa Gagarin                         |
| 4º   | Torpedo Nizhni Nóvgorod | 68 | 31 | 7  | 4  | 2  | 4  | 20 | 204 | 172 | +32  | 90  | Copa Gagarin                         |
| 5º   | Dynamo Moscú            | 68 | 29 | 4  | 5  | 6  | 5  | 19 | 174 | 147 | +27  | 87  | Copa Gagarin                         |
| 6º   | Vityaz Podolsk          | 68 | 24 | 6  | 4  | 5  | 3  | 26 | 169 | 170 | -1   | 76  | Copa Gagarin                         |
| 7º   | Severstal Cherepovets   | 68 | 20 | 4  | 7  | 6  | 7  | 24 | 192 | 197 | -5   | 75  | Copa Gagarin                         |
| 8º   | Dinamo Minsk            | 68 | 21 | 4  | 2  | 7  | 7  | 27 | 175 | 201 | -26  | 68  | Copa Gagarin                         |
| 9°   | Spartak Moscú           | 68 | 21 | 3  | 4  | 2  | 6  | 32 | 154 | 192 | -38  | 64  |                                      |
| 10º  | Estrella Roja Kunlun    | 68 | 15 | 3  | 3  | 4  | 3  | 40 | 152 | 226 | -74  | 49  |                                      |
| 11º  | HC Sochi                | 68 | 9  | 2  | 0  | 2  | 8  | 47 | 142 | 254 | -112 | 32  |                                      |

### Conferencia Este
| Pos. | Equipos                    | PJ | PG | GE | GS | PS | PE | PP | GF  | GC  | Dif. | PTS | Clasificación                        |
| ---- | -------------------------- | -- | -- | -- | -- | -- | -- | -- | --- | --- | ---- | --- | ------------------------------------ |
| 1º   | Ak Bars Kazán              | 68 | 27 | 10 | 4  | 2  | 7  | 19 | 197 | 159 | +33  | 91  | Campeones de División y Copa Gagarin |
| 2º   | Salavat Yulaev Ufá         | 68 | 29 | 6  | 4  | 7  | 3  | 20 | 174 | 141 | +33  | 86  | Campeones de División y Copa Gagarin |
| 3º   | Avangard Omsk              | 68 | 27 | 8  | 4  | 3  | 5  | 21 | 188 | 164 | +24  | 86  | Copa Gagarin                         |
| 4º   | Avtomobilist Ekaterimburgo | 68 | 30 | 6  | 1  | 4  | 5  | 22 | 188 | 172 | +16  | 83  | Copa Gagarin                         |
| 5º   | Metallurg Magnitogorsk     | 68 | 30 | 4  | 1  | 5  | 8  | 20 | 189 | 175 | +14  | 83  | Copa Gagarin                         |
| 6º   | Sibir Novosibirsk          | 68 | 21 | 8  | 9  | 3  | 4  | 23 | 172 | 161 | +11  | 83  | Copa Gagarin                         |
| 7º   | Admiral Vladivostok        | 68 | 21 | 5  | 7  | 5  | 4  | 26 | 131 | 139 | -8   | 75  | Copa Gagarin                         |
| 8º   | Neftekhimik Nizhnekamsk    | 68 | 25 | 7  | 1  | 2  | 4  | 29 | 173 | 193 | -20  | 72  | Copa Gagarin                         |
| 9°   | Traktor Chelyabinsk        | 68 | 23 | 2  | 6  | 2  | 8  | 27 | 169 | 190 | -21  | 72  |                                      |
| 10º  | Amur Jabárovsk             | 68 | 21 | 4  | 5  | 4  | 5  | 29 | 141 | 168 | -27  | 69  |                                      |
| 11º  | Barys Nursultán            | 68 | 20 | 4  | 3  | 4  | 3  | 34 | 153 | 194 | -41  | 61  |                                      |

## Copa Gagarin

### Equipos clasificados
| Conferencia Oeste       | Clasificado como                                       | Conferencia Este           | Clasificado como                                      |
| ----------------------- | ------------------------------------------------------ | -------------------------- | ----------------------------------------------------- |
| SKA San Petersburgo     | Ganador de la División Bobrov                          | Ak Bars Kazán              | Ganador de la Division Jarlamov                       |
| CSKA Moscú              | Ganador de la División Tarasov                         | Salavat Yulaev Ufá         | Ganador de la División Chernyshev                     |
| Lokomotiv Yaroslavl     | 1.° mejor clasificado del oeste no ganador de división | Avangard Omsk              | 1.° mejor clasificado del este no ganador de división |
| Torpedo Nizhni Nóvgorod | 2.° mejor clasificado del oeste no ganador de división | Avtomobilist Ekaterimburgo | 2.° mejor clasificado del este no ganador de división |
| Dynamo Moscú            | 3.° mejor clasificado del oeste no ganador de división | Metallurg Magnitogorsk     | 3.° mejor clasificado del este no ganador de división |
| Vityaz Podolsk          | 4.° mejor clasificado del oeste no ganador de división | Sibir Novosibirsk          | 4.° mejor clasificado del este no ganador de división |
| Severstal Cherepovets   | 5.° mejor clasificado del oeste no ganador de división | Admiral Vladivostok        | 5.° mejor clasificado del este no ganador de división |
| Dinamo Minsk            | 6.° mejor clasificado del oeste no ganador de división | Neftekhimik Nizhnekamsk    | 6.° mejor clasificado del este no ganador de división |

### Cuartos de final de conferencia

#### Conferencia Oeste
| Fechas        | Equipo 1                | Serie | Equipo 2              | Juego 1 | Juego 2 | Juego 3 | Juego 4 | Juego 5 | Juego 6 | Juego 7 | Equipo clasificado      |
| ------------- | ----------------------- | ----- | --------------------- | ------- | ------- | ------- | ------- | ------- | ------- | ------- | ----------------------- |
| 1-11 de marzo | SKA San Petersburgo     | 4 - 2 | Dinamo Minsk          | 4:6     | 5:2     | 4:0     | 2:4     | 6:3     | 4:2     | X       | SKA San Petersburgo     |
| 2-14 de marzo | CSKA Moscú              | 4 - 3 | Severstal Cherepovets | 5:2     | 2:3     | 3:5     | 9:3     | 4:3     | 0.3     | 5:3     | CSKA Moscú              |
| 1-9 de marzo  | Lokomotiv Yaroslavl     | 4 - 1 | Vityaz Podolsk        | 0:1     | 6:2     | 4:0     | 3:2     | 2:1     | X       | X       | Lokomotiv Yaroslavl     |
| 2-12 de marzo | Torpedo Nizhni Nóvgorod | 4 - 2 | Dynamo Moscú          | 1:3     | 5:2     | 0:3     | 5:4     | 4:3     | 2:1     | X       | Torpedo Nizhni Nóvgorod |

#### Conferencia Este
| Fechas        | Equipo 1                   | Serie | Equipo 2                | Juego 1 | Juego 2 | Juego 3 | Juego 4 | Juego 5 | Juego 6 | Juego 7 | Equipo clasificado     |
| ------------- | -------------------------- | ----- | ----------------------- | ------- | ------- | ------- | ------- | ------- | ------- | ------- | ---------------------- |
| 1-11 de marzo | Ak Bars Kazán              | 4 - 2 | Neftekhimik Nizhnekamsk | 2:3     | 4:1     | 4:1     | 2:4     | 6:1     | 4:2     | X       | Ak Bars Kazán          |
| 1-11 de marzo | Salavat Yulaev Ufá         | 2 - 4 | Admiral Vladivostok     | 1:2     | 5:2     | 2:3     | 1:0     | 3:4     | 2:3     | X       | Admiral Vladivostok    |
| 2-10 de marzo | Avangard Omsk              | 4 - 1 | Sibir Novosibirsk       | 1:2     | 4:1     | 4:3     | 4:1     | 4:3     | X       | X       | Avangard Omsk          |
| 2-14 de marzo | Avtomobilist Ekaterimburgo | 3 - 4 | Metallurg Magnitogorsk  | 4:2     | 2:3     | 1:2     | 4:0     | 6:3     | 3:6     | 3:4     | Metallurg Magnitogorsk |

### Semifinales de conferencia

#### Conferencia Oeste
| Fechas         | Equipo 1            | Serie | Equipo 2                | Juego 1 | Juego 2 | Juego 3 | Juego 4 | Juego 4 | Juego 6 | Juego 7 | Equipo clasificado  |
| -------------- | ------------------- | ----- | ----------------------- | ------- | ------- | ------- | ------- | ------- | ------- | ------- | ------------------- |
| 16-22 de marzo | SKA San Petersburgo | 4 - 0 | Torpedo Nizhni Nóvgorod | 2:1     | 5:4     | 4:0     | 5:3     | X       | X       | X       | SKA San Petersburgo |
| 17-31 de marzo | CSKA Moscú          | 4 - 3 | Lokomotiv Yaroslavl     | 2:0     | 3:2     | 2:6     | 3:1     | 0:1     | 1:2     | 5:0     | CSKA Moscú          |

#### Conferencia Este
| Fechas         | Equipo 1      | Serie | Equipo 2               | Juego 1 | Juego 2 | Juego 3 | Juego 4 | Juego 4 | Juego 6 | Juego 7 | Equipo clasificado |
| -------------- | ------------- | ----- | ---------------------- | ------- | ------- | ------- | ------- | ------- | ------- | ------- | ------------------ |
| 16-26 de marzo | Ak Bars Kazán | 4 - 2 | Admiral Vladivostok    | 3:2     | 2:1     | 0 - 1   | 2:1     | 1:2     | 3:1     | -       | Ak Bars Kazán      |
| 17-23 de marzo | Avangard Omsk | 4 - 0 | Metallurg Magnitogorsk | 2:1     | 4:3     | 3:2     | 4:1     | X       | X       | X       | Avangard Omsk      |

### Finales de conferencia

#### Conferencia Oeste
| Fechas        | Equipo 1            | Serie | Equipo 2   | Juego 1 | Juego 2 | Juego 3 | Juego 4 | Juego 4 | Juego 6 | Juego 7 | Campeón Oeste |
| ------------- | ------------------- | ----- | ---------- | ------- | ------- | ------- | ------- | ------- | ------- | ------- | ------------- |
| 2-12 de abril | SKA San Petersburgo | 2−4   | CSKA Moscú | 2:3     | 2:1     | 0:4     | 3:1     | 3:7     | 0:3     | X       | CSKA Moscú    |

#### Conferencia Este
| Fechas       | Equipo 1      | Serie | Equipo 2      | Juego 1 | Juego 2 | Juego 3 | Juego 4 | Juego 4 | Juego 6 | Juego 7 | Campeón Este  |
| ------------ | ------------- | ----- | ------------- | ------- | ------- | ------- | ------- | ------- | ------- | ------- | ------------- |
| 1-7 de abril | Ak Bars Kazán | 4−1   | Avangard Omsk | 3:2     | 0:3     | 3:2     | 1:0     | 3:2     | X       | X       | Ak Bars Kazán |

### Finales de la Copa Gagarin 2023
| Fechas         | Equipo 1      | Serie | Equipo 2   | Juego 1 | Juego 2 | Juego 3 | Juego 4 | Juego 4 | Juego 6 | Juego 7 | Campeón Copa Gagarin |
| -------------- | ------------- | ----- | ---------- | ------- | ------- | ------- | ------- | ------- | ------- | ------- | -------------------- |
| 17-29 de abril | Ak Bars Kazán | 3−4   | CSKA Moscú | 4:1     | 0:3     | 2:3     | 1:2     | 2:1     | 3:0     | 3:2     | CSKA Moscú           |